# 東中野駅
東中野駅（ひがしなかのえき）は、東京都中野区東中野にある、東日本旅客鉄道（JR東日本）・東京都交通局（都営地下鉄）の駅である。中野区最東端の駅でもある。この駅から立川駅まで、中央本線は長い直線区間となる。

## 乗り入れ路線
JR東日本の中央本線（緩行線を走る中央・総武線各駅停車のみが停車）、東京都交通局の都営地下鉄大江戸線が乗り入れ、接続駅となっている。
- JR東日本： 中央・総武線（各駅停車） - 駅番号「JB 08」
- 東京都交通局： 都営大江戸線 - 駅番号「E 31」

JR東日本の駅は特定都区市内制度における「東京都区内」に属する。

## 歴史
- 1906年（明治39年）
  - 6月14日：甲武鉄道の柏木駅（かしわぎえき）として開業[1]。旅客営業のみを行う[2]（現在の東口のみ開設）。
  - 10月1日：甲武鉄道の国有化により官設鉄道の駅となる[3]。
- 1909年（明治42年）10月12日：線路名称制定により中央東線（1911年から中央本線）の所属となる[3]。
- 1914年（大正3年）12月20日：荷物扱いを開始[2]。
- 1917年（大正6年）1月1日：東中野駅に改称する[2]。
- 1928年（昭和3年）：乗客増に対応する為に東口駅舎を改修。西口を開設。
- 1949年（昭和24年）6月1日：日本国有鉄道発足[4]。
- 1962年（昭和37年）：開かずの踏切となっていた東口駅前の桐ケ谷踏切の渋滞緩和策として、60m東側に線路下をくぐる迂回路と歩行者用階段を建設[5]。
- 1984年（昭和59年）2月1日：荷物の取り扱いを廃止する[2]。
- 1987年（昭和62年）4月1日：国鉄分割民営化により、東日本旅客鉄道（JR東日本）の駅となる[2][6]。
- 1988年（昭和63年）12月5日：駅構内で列車同士が追突する事故（東中野駅列車追突事故）が発生し、2名が死亡する。この事故が契機となって、JR首都圏地域ではATS-P型の整備を促進することになった。
- 1991年（平成3年）9月21日：自動改札機を設置[7]。
- 1997年（平成9年）12月19日：都営地下鉄12号線の駅が開業する[8]。
- 2000年（平成12年）4月20日：都営地下鉄12号線が大江戸線に名称変更される。
- 2001年（平成13年）11月18日：JR東日本でICカード「Suica」の利用が可能となる[報道 1]。
- 2007年（平成19年）3月18日：都営地下鉄でICカード「PASMO」の利用が可能となる[報道 2]。
- 2012年（平成24年）8月31日：商業施設「アトレヴィ東中野」が開業[報道 3]。
- 2015年（平成27年）3月1日：西口駅前広場が完成[9]。
- 2018年（平成30年）3月20日：JR東日本の西口が業務委託化[10]。これに伴い業務委託駅となる[10]。
- 2019年（平成31年）3月1日：JR東日本の東口が駅遠隔操作システム（現・お客さまサポートコールシステム）導入に伴い終日無人化[11]。
- 2023年（令和5年）12月16日：JR東日本でスマートホームドアの使用を開始[報道 4][報道 5]。

## 駅構造

### JR東日本
複々線の緩行線側（南側）のみに島式ホーム1面2線を有する地上駅である。西口・東口それぞれに橋上駅舎を有している。
JR東日本ステーションサービスが駅業務を受託している中野駅管理の業務委託駅。

#### のりば
| 番線 | 路線                     | 方向 | 行先                     |
| ---- | ------------------------ | ---- | ------------------------ |
| 1    | 中央・総武線（各駅停車） | 西行 | 中野・三鷹方面           |
| 2    | 中央・総武線（各駅停車） | 東行 | 新宿・御茶ノ水・千葉方面 |

（出典：JR東日本:駅構内図）
- 2020年3月14日のダイヤ改正以降、早朝・深夜に設定されていた東京駅発着の各駅停車が消滅した[報道 6]。

#### 駅設備
- 改札口は東口と西口の2か所がある。東口はお客さまサポートコールシステムが導入されており、終日インターホンによる案内となる[12]。
- 西口の出札には指定席券売機が併設されている。
- バリアフリー対応設備として西口改札内コンコース階とホームを連絡するエレベーターはホーム10号車付近、エスカレーターはホーム9号車付近に設置されている。
- 階段は西口とホーム10号車付近、東口とホーム2・4号車付近をそれぞれ結んでいる。西口はバリアフリー対応施設に近いところにある。
- 待合室はない。

##### 西口
- 南側・北側ともに改札前の通路の突き当たりに階段がある。
  - 南側の階段には駅前から改札階への上りエスカレーターがある。
  - 北側に大江戸線・山手通りとを連絡する通路があり、階段を使わずに駅へ出入りが可能である。

##### 東口
- 2019年3月1日より駅遠隔操作システム導入し終日無人化された（インターホン対応は同駅西口が行う）[11]。
- 南側・北側ともに改札前の通路の突き当たりに階段がある。

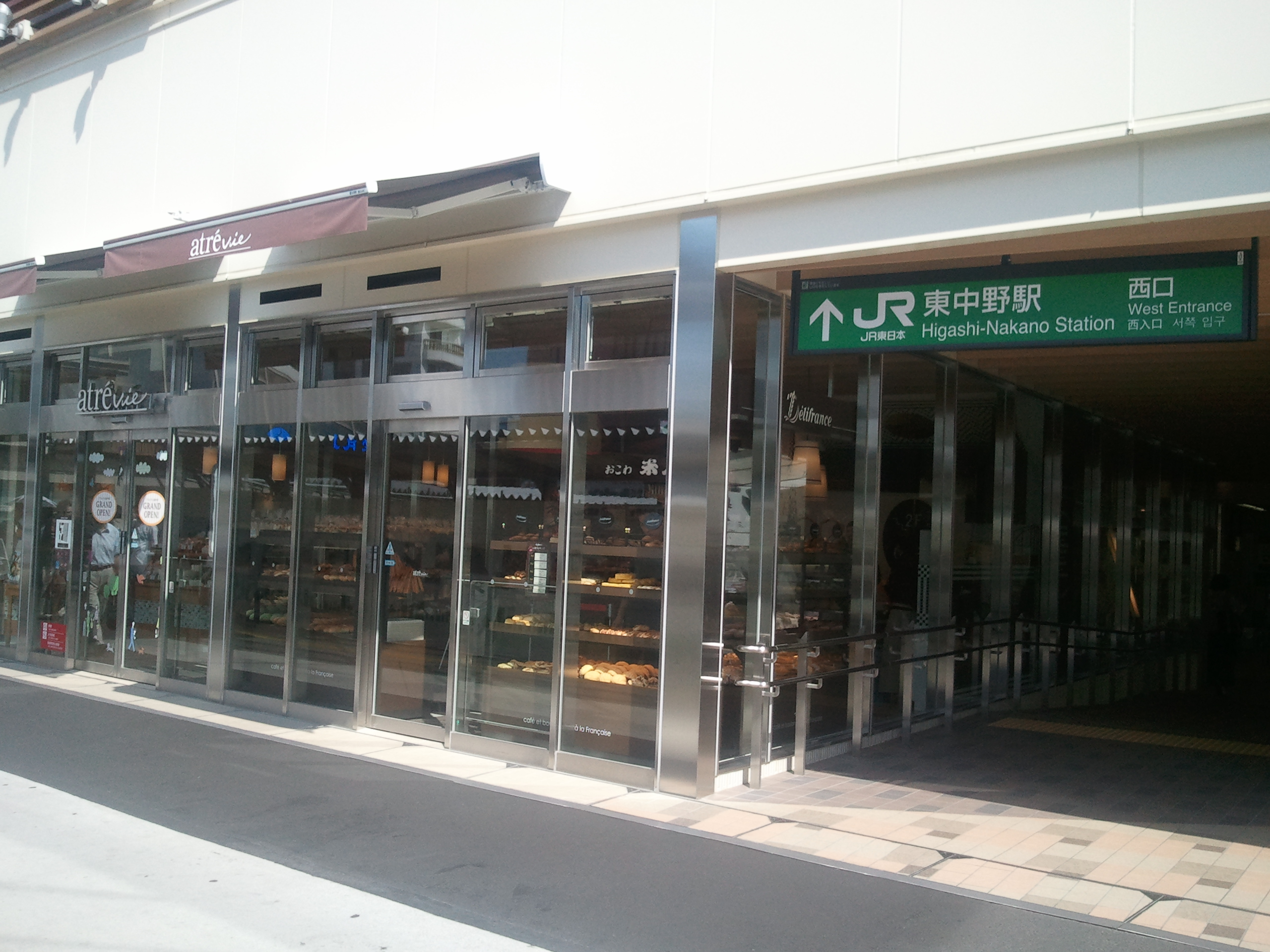
西口（2012年9月）
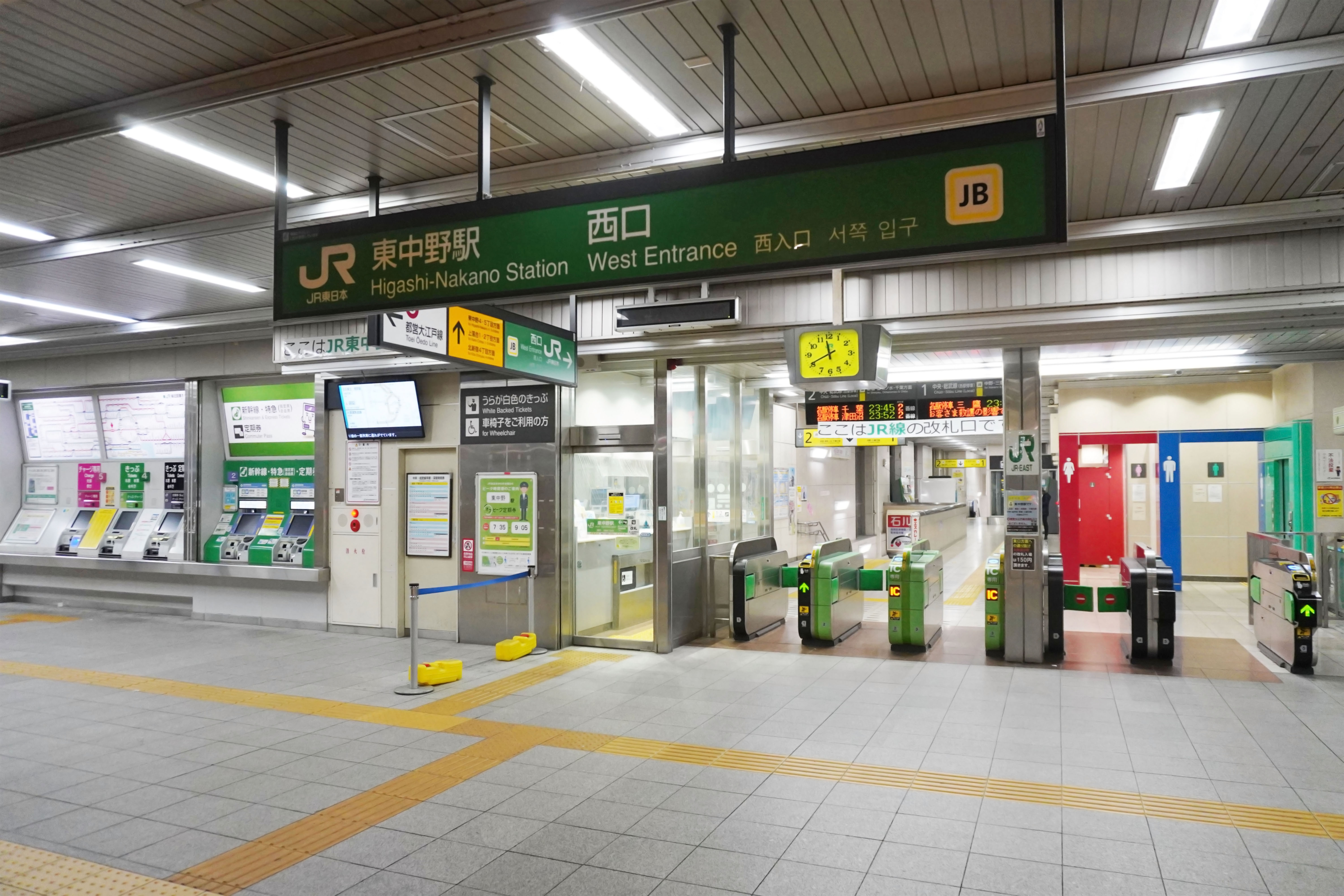
西口改札（2024年1月）
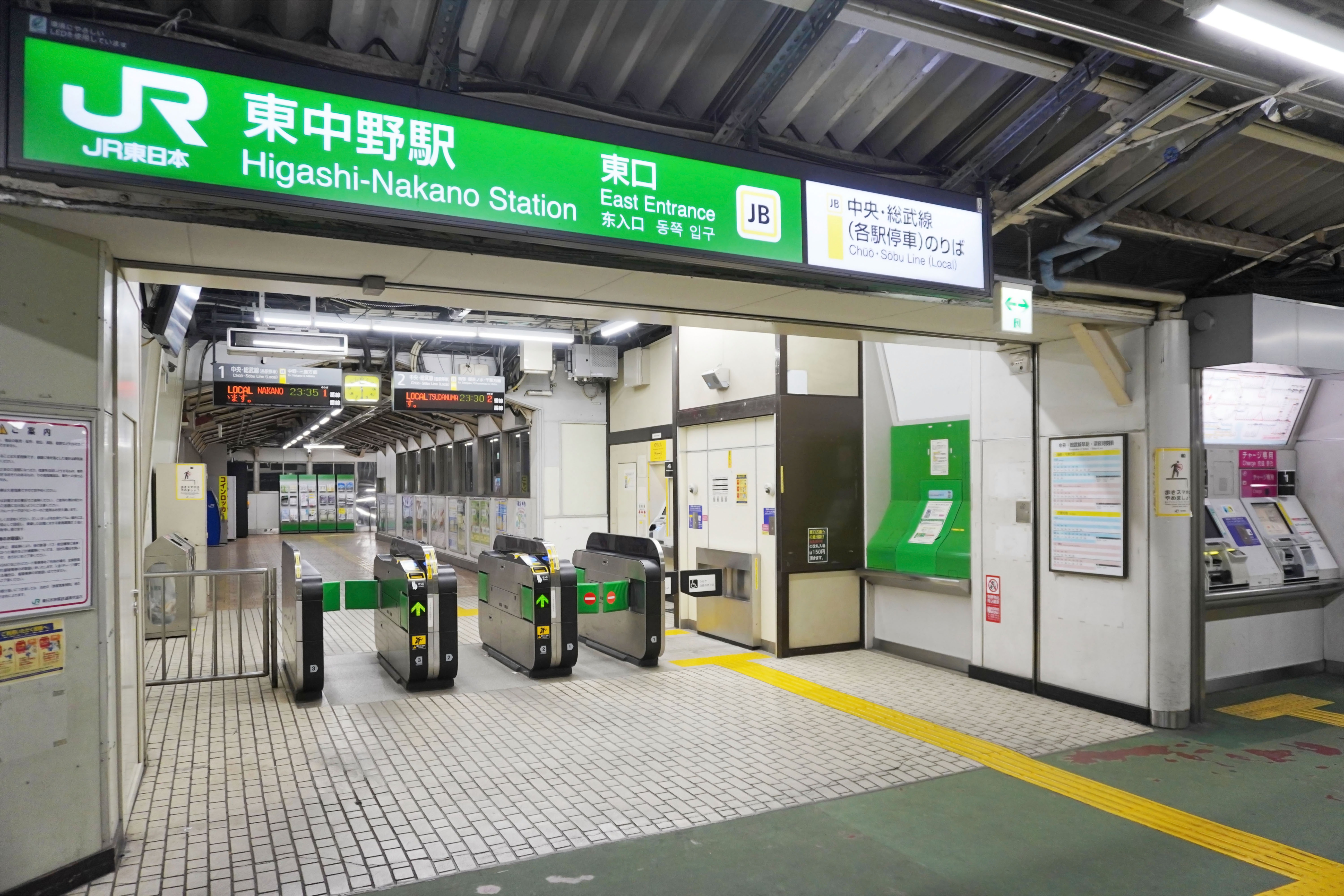
東口改札（2024年1月）
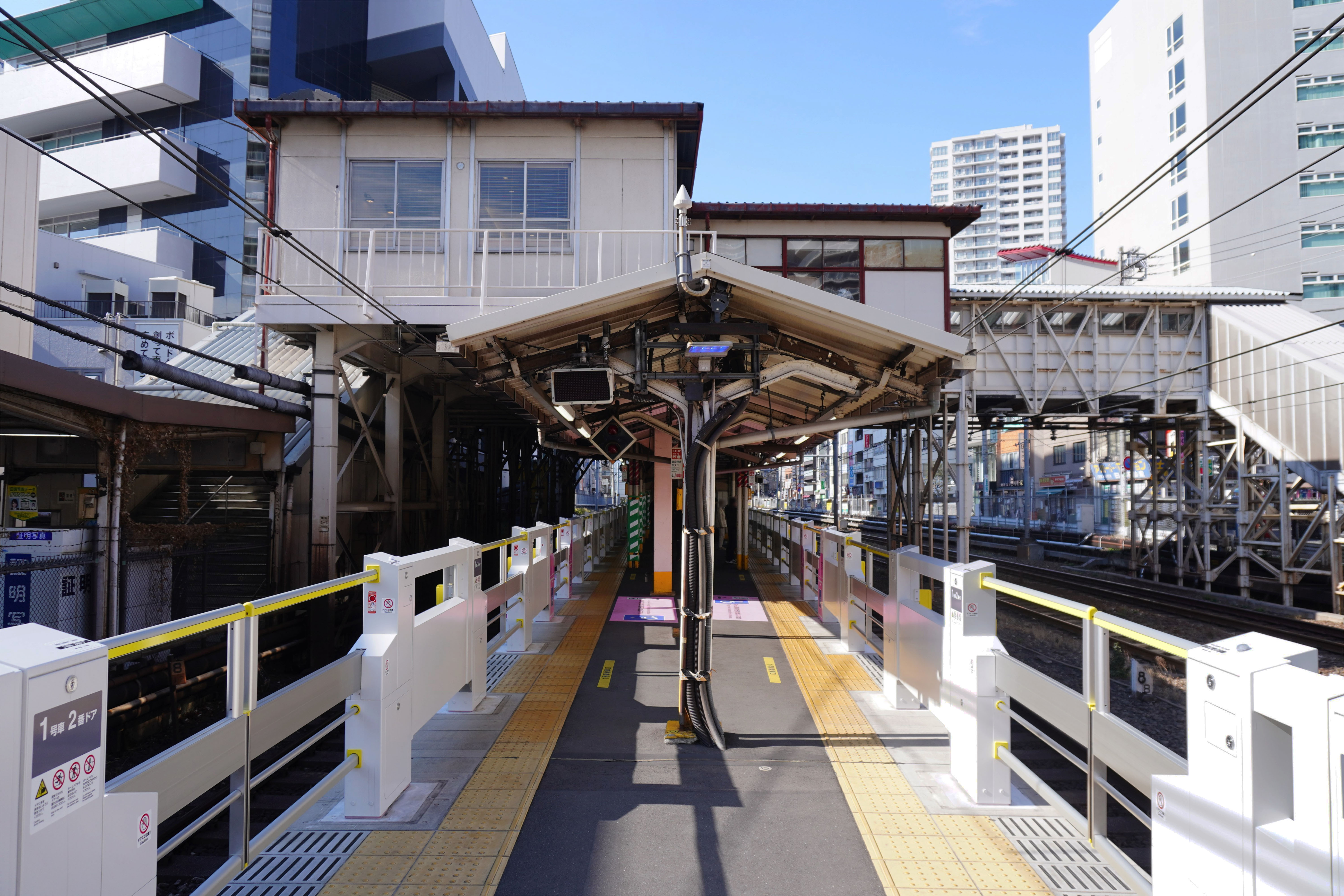
ホーム（2024年1月）

### 都営地下鉄
島式ホーム1面2線を有する地下駅である。東京都営交通協力会が受託する業務委託駅。
隣駅の中井駅や中野坂上駅とともに、首都高速中央環状線山手トンネルの下にホームが設置されている。本駅は、東京の地下鉄全駅の中でも2番目に深い38.8 mに位置する。東京都交通局の資料において、「駅の深さ」とは駅中心位置の地表からホーム面までの距離を示す。
乗降人員の増加による混雑緩和のために、2009年10月3日よりA3番出入口が供用開始した。

#### のりば
| 番線 | 路線         | 行先             |
| ---- | ------------ | ---------------- |
| 1    | 都営大江戸線 | 六本木・大門方面 |
| 2    | 都営大江戸線 | 練馬・光が丘方面 |

（出典：都営地下鉄:駅構内図）

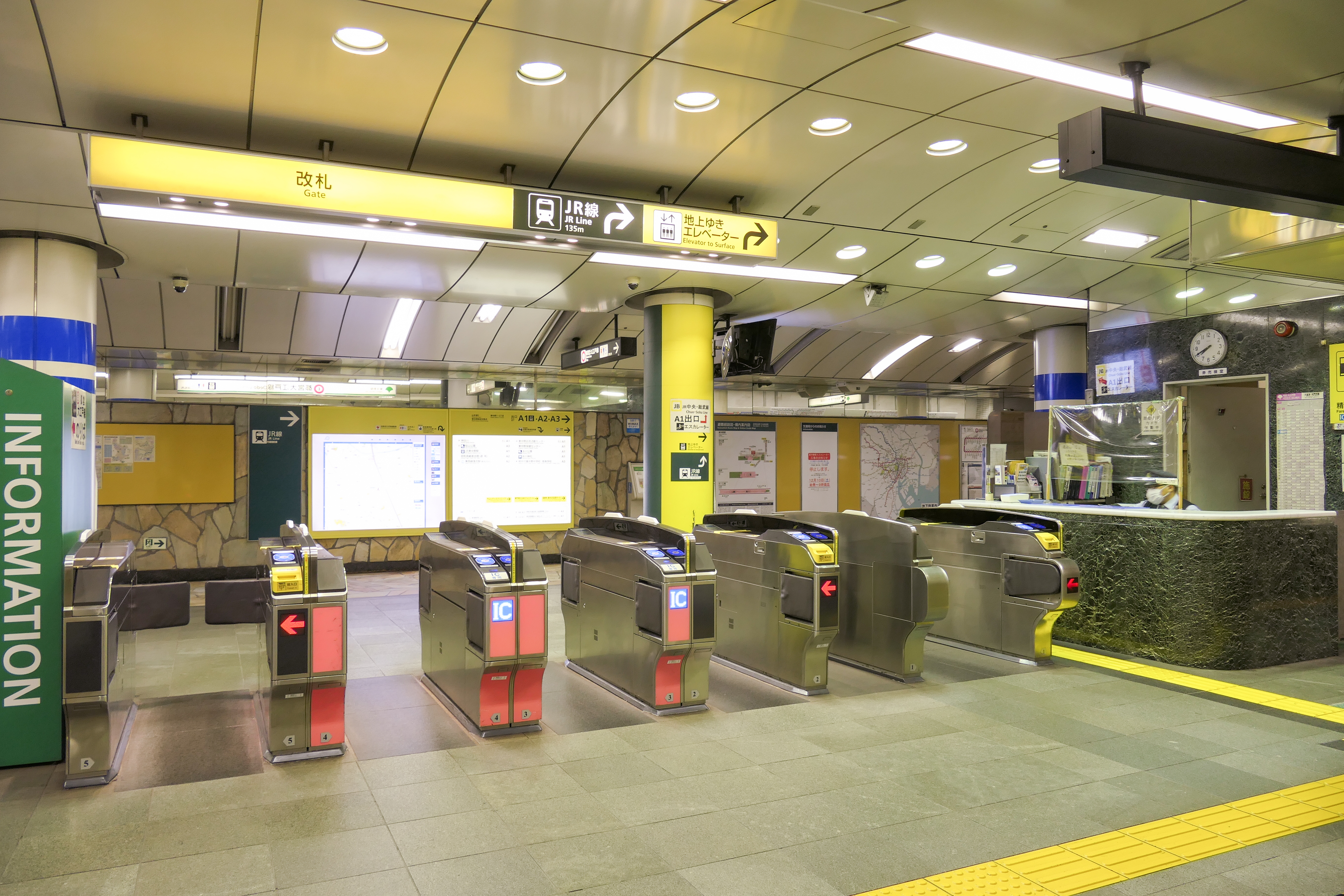
改札口（2022年12月）
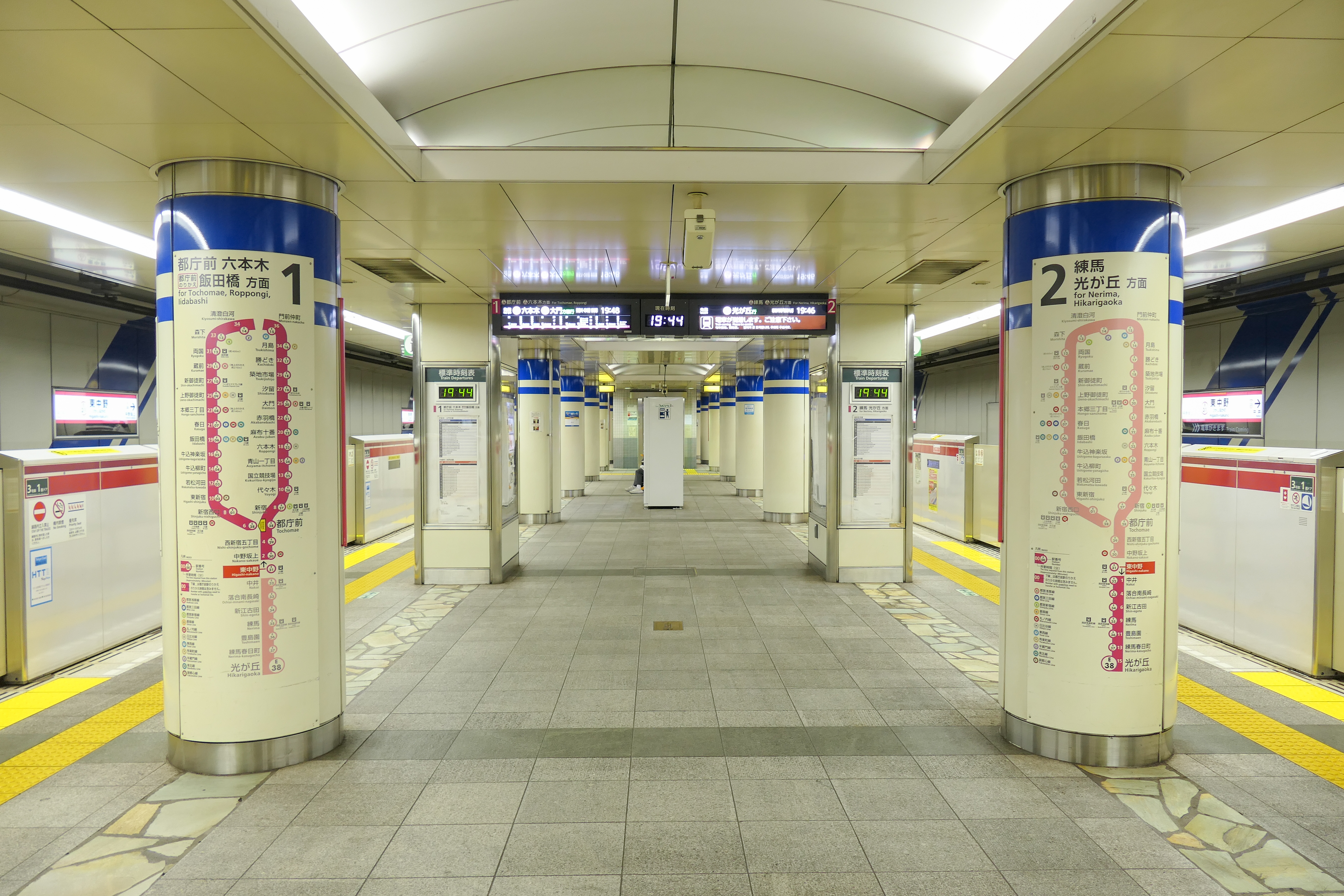
大江戸線ホーム（2022年12月）
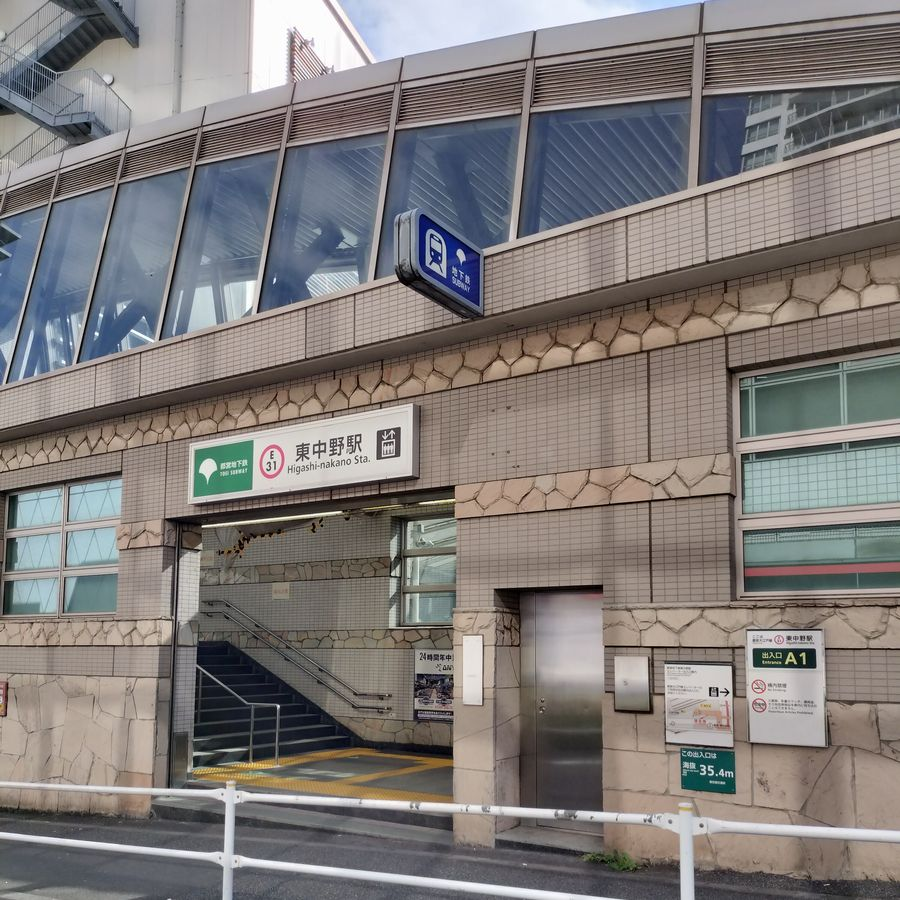
A1番出入口の北側（2023年10月）
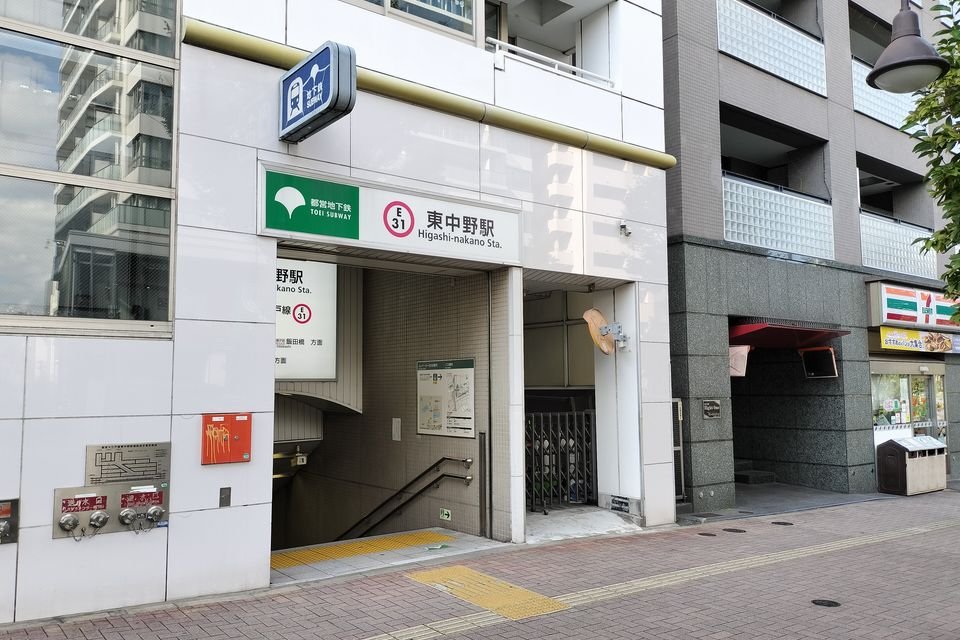
A2番出入口（2023年10月）

## 利用状況
- JR東日本 - 2023年度（令和5年度）の1日平均乗車人員は35,805人である[JR 1]。
- 都営地下鉄 - 2023年度（令和5年度）の1日平均乗降人員は24,189人（乗車人員：11,921人、降車人員：12,268人）である[都交 1]。

### 年度別1日平均乗降人員
2003年度（平成15年度）以降の1日平均乗降人員数は下表の通り（JRを除く）。
| 年度               | 都営地下鉄       | 都営地下鉄 |
| 年度               | 1日平均 乗降人員 | 増加率     |
| ------------------ | ---------------- | ---------- |
| 2003年（平成15年） | 22,543           |            |
| 2004年（平成16年） | 22,800           | 1.1%       |
| 2005年（平成17年） | 23,218           | 1.8%       |
| 2006年（平成18年） | 23,941           | 3.1%       |
| 2007年（平成19年） | 25,269           | 5.5%       |
| 2008年（平成20年） | 25,806           | 2.1%       |
| 2009年（平成21年） | 25,624           | −0.7%      |
| 2010年（平成22年） | 25,633           | 0.0%       |
| 2011年（平成23年） | 24,553           | −4.2%      |
| 2012年（平成24年） | 25,588           | 4.2%       |
| 2013年（平成25年） | 26,583           | 3.9%       |
| 2014年（平成26年） | 26,719           | 0.5%       |
| 2015年（平成27年） | 27,533           | 3.0%       |
| 2016年（平成28年） | 27,772           | 0.9%       |
| 2017年（平成29年） | 27,933           | 0.6%       |
| 2018年（平成30年） | 27,755           | −0.6%      |
| 2019年（令和元年） | 27,654           | −0.4%      |
| 2020年（令和02年） | 20,748           | −25.0%     |
| 2021年（令和03年） | 21,552           | 3.9%       |
| 2022年（令和04年） | 22,842           | 6.0%       |
| 2023年（令和05年） | 24,189           | 5.9%       |

### 年度別1日平均乗車人員（1900年代 - 1930年代）
各年度の1日平均乗車人員は下表の通りである。
| 年度               | 甲武鉄道 / 国鉄 | 出典              |
| ------------------ | --------------- | ----------------- |
| 1906年（明治39年） | [ 備考 1 ]      |                   |
| 1907年（明治40年） | 246             | [ 東京府統計 1 ]  |
| 1908年（明治41年） | 394             | [ 東京府統計 2 ]  |
| 1909年（明治42年） | 492             | [ 東京府統計 3 ]  |
| 1911年（明治44年） | 750             | [ 東京府統計 4 ]  |
| 1912年（大正元年） | 954             | [ 東京府統計 5 ]  |
| 1913年（大正02年） | 1,143           | [ 東京府統計 6 ]  |
| 1914年（大正03年） | 1,203           | [ 東京府統計 7 ]  |
| 1915年（大正04年） | 1,155           | [ 東京府統計 8 ]  |
| 1916年（大正05年） | 1,349           | [ 東京府統計 9 ]  |
| 1919年（大正08年） | 2,784           | [ 東京府統計 10 ] |
| 1920年（大正09年） | 3,414           | [ 東京府統計 11 ] |
| 1922年（大正11年） | 8,806           | [ 東京府統計 12 ] |
| 1923年（大正12年） | 8,087           | [ 東京府統計 13 ] |
| 1924年（大正13年） | 10,717          | [ 東京府統計 14 ] |
| 1925年（大正14年） | 11,854          | [ 東京府統計 15 ] |
| 1926年（昭和元年） | 12,828          | [ 東京府統計 16 ] |
| 1927年（昭和02年） | 13,436          | [ 東京府統計 17 ] |
| 1928年（昭和03年） | 14,430          | [ 東京府統計 18 ] |
| 1929年（昭和04年） | 15,300          | [ 東京府統計 19 ] |
| 1930年（昭和05年） | 14,767          | [ 東京府統計 20 ] |
| 1931年（昭和06年） | 14,476          | [ 東京府統計 21 ] |
| 1932年（昭和07年） | 14,405          | [ 東京府統計 22 ] |
| 1933年（昭和08年） | 14,690          | [ 東京府統計 23 ] |
| 1934年（昭和09年） | 14,664          | [ 東京府統計 24 ] |
| 1935年（昭和10年） | 14,915          | [ 東京府統計 25 ] |

### 年度別1日平均乗車人員（1953年 - 2000年）
| 年度               | 国鉄 / JR東日本 | 都営地下鉄 | 出典              |
| ------------------ | --------------- | ---------- | ----------------- |
| 1953年（昭和28年） | 22,859          | 未 開 業   | [ 東京都統計 1 ]  |
| 1954年（昭和29年） | 23,941          | 未 開 業   | [ 東京都統計 2 ]  |
| 1955年（昭和30年） | 26,073          | 未 開 業   | [ 東京都統計 3 ]  |
| 1956年（昭和31年） | 27,735          | 未 開 業   | [ 東京都統計 4 ]  |
| 1957年（昭和32年） | 31,141          | 未 開 業   | [ 東京都統計 5 ]  |
| 1958年（昭和33年） | 33,350          | 未 開 業   | [ 東京都統計 6 ]  |
| 1959年（昭和34年） | 35,769          | 未 開 業   | [ 東京都統計 7 ]  |
| 1960年（昭和35年） | 38,068          | 未 開 業   | [ 東京都統計 8 ]  |
| 1961年（昭和36年） | 37,617          | 未 開 業   | [ 東京都統計 9 ]  |
| 1962年（昭和37年） | 38,210          | 未 開 業   | [ 東京都統計 10 ] |
| 1963年（昭和38年） | 39,833          | 未 開 業   | [ 東京都統計 11 ] |
| 1964年（昭和39年） | 40,822          | 未 開 業   | [ 東京都統計 12 ] |
| 1965年（昭和40年） | 41,186          | 未 開 業   | [ 東京都統計 13 ] |
| 1966年（昭和41年） | 43,628          | 未 開 業   | [ 東京都統計 14 ] |
| 1967年（昭和42年） | 43,125          | 未 開 業   | [ 東京都統計 15 ] |
| 1968年（昭和43年） | 42,388          | 未 開 業   | [ 東京都統計 16 ] |
| 1969年（昭和44年） | 35,917          | 未 開 業   | [ 東京都統計 17 ] |
| 1970年（昭和45年） | 34,060          | 未 開 業   | [ 東京都統計 18 ] |
| 1971年（昭和46年） | 34,399          | 未 開 業   | [ 東京都統計 19 ] |
| 1972年（昭和47年） | 34,762          | 未 開 業   | [ 東京都統計 20 ] |
| 1973年（昭和48年） | 33,984          | 未 開 業   | [ 東京都統計 21 ] |
| 1974年（昭和49年） | 34,175          | 未 開 業   | [ 東京都統計 22 ] |
| 1975年（昭和50年） | 34,727          | 未 開 業   | [ 東京都統計 23 ] |
| 1976年（昭和51年） | 35,726          | 未 開 業   | [ 東京都統計 24 ] |
| 1977年（昭和52年） | 34,918          | 未 開 業   | [ 東京都統計 25 ] |
| 1978年（昭和53年） | 34,912          | 未 開 業   | [ 東京都統計 26 ] |
| 1979年（昭和54年） | 33,822          | 未 開 業   | [ 東京都統計 27 ] |
| 1980年（昭和55年） | 31,211          | 未 開 業   | [ 東京都統計 28 ] |
| 1981年（昭和56年） | 32,077          | 未 開 業   | [ 東京都統計 29 ] |
| 1982年（昭和57年） | 31,395          | 未 開 業   | [ 東京都統計 30 ] |
| 1983年（昭和58年） | 30,765          | 未 開 業   | [ 東京都統計 31 ] |
| 1984年（昭和59年） | 31,356          | 未 開 業   | [ 東京都統計 32 ] |
| 1985年（昭和60年） | 31,178          | 未 開 業   | [ 東京都統計 33 ] |
| 1986年（昭和61年） | 32,211          | 未 開 業   | [ 東京都統計 34 ] |
| 1987年（昭和62年） | 33,292          | 未 開 業   | [ 東京都統計 35 ] |
| 1988年（昭和63年） | 33,685          | 未 開 業   | [ 東京都統計 36 ] |
| 1989年（平成元年） | 33,762          | 未 開 業   | [ 東京都統計 37 ] |
| 1990年（平成02年） | 34,581          | 未 開 業   | [ 東京都統計 38 ] |
| 1991年（平成03年） | 36,361          | 未 開 業   | [ 東京都統計 39 ] |
| 1992年（平成04年） | 36,674          | 未 開 業   | [ 東京都統計 40 ] |
| 1993年（平成05年） | 36,616          | 未 開 業   | [ 東京都統計 41 ] |
| 1994年（平成06年） | 34,997          | 未 開 業   | [ 東京都統計 42 ] |
| 1995年（平成07年） | 34,213          | 未 開 業   | [ 東京都統計 43 ] |
| 1996年（平成08年） | 35,312          | 未 開 業   | [ 東京都統計 44 ] |
| 1997年（平成09年） | 35,158          | 4,544      | [ 東京都統計 45 ] |
| 1998年（平成10年） | 37,797          | 6,329      | [ 東京都統計 46 ] |
| 1999年（平成11年） | 38,730          | 7,754      | [ 東京都統計 47 ] |
| 2000年（平成12年） | 38,891          | 8,436      | [ 東京都統計 48 ] |

### 年度別1日平均乗車人員（2001年以降）
| 年度               | JR東日本 | 都営地下鉄 | 出典              |
| ------------------ | -------- | ---------- | ----------------- |
| 2001年（平成13年） | 38,861   | 9,858      | [ 東京都統計 49 ] |
| 2002年（平成14年） | 39,550   | 10,504     | [ 東京都統計 50 ] |
| 2003年（平成15年） | 39,369   | 11,003     | [ 東京都統計 51 ] |
| 2004年（平成16年） | 38,878   | 11,162     | [ 東京都統計 52 ] |
| 2005年（平成17年） | 38,653   | 11,329     | [ 東京都統計 53 ] |
| 2006年（平成18年） | 38,918   | 11,726     | [ 東京都統計 54 ] |
| 2007年（平成19年） | 39,548   | 12,243     | [ 東京都統計 55 ] |
| 2008年（平成20年） | 39,920   | 12,498     | [ 東京都統計 56 ] |
| 2009年（平成21年） | 39,653   | 12,421     | [ 東京都統計 57 ] |
| 2010年（平成22年） | 39,332   | 12,448     | [ 東京都統計 58 ] |
| 2011年（平成23年） | 38,301   | 11,939     | [ 東京都統計 59 ] |
| 2012年（平成24年） | 38,815   | 12,460     | [ 東京都統計 60 ] |
| 2013年（平成25年） | 39,554   | 12,965     | [ 東京都統計 61 ] |
| 2014年（平成26年） | 39,102   | 13,058     | [ 東京都統計 62 ] |
| 2015年（平成27年） | 40,215   | 13,455     | [ 東京都統計 63 ] |
| 2016年（平成28年） | 40,537   | 13,592     | [ 東京都統計 64 ] |
| 2017年（平成29年） | 40,855   | 13,666     | [ 東京都統計 65 ] |
| 2018年（平成30年） | 41,234   | 13,581     | [ 東京都統計 66 ] |
| 2019年（令和元年） | 41,200   | 13,562     | [ 東京都統計 67 ] |
| 2020年（令和02年） | 30,764   | 10,237     |                   |
| 2021年（令和03年） | 32,398   | 10,625     |                   |
| 2022年（令和04年） | 34,412   | 11,255     |                   |
| 2023年（令和05年） | 35,805   | 11,921     |                   |

備考
1. ↑  1906年6月14日開業。
2. ↑  1997年12月19日開業。開業日から翌年3月31日までの計103日間を集計したデータ。

## 駅周辺

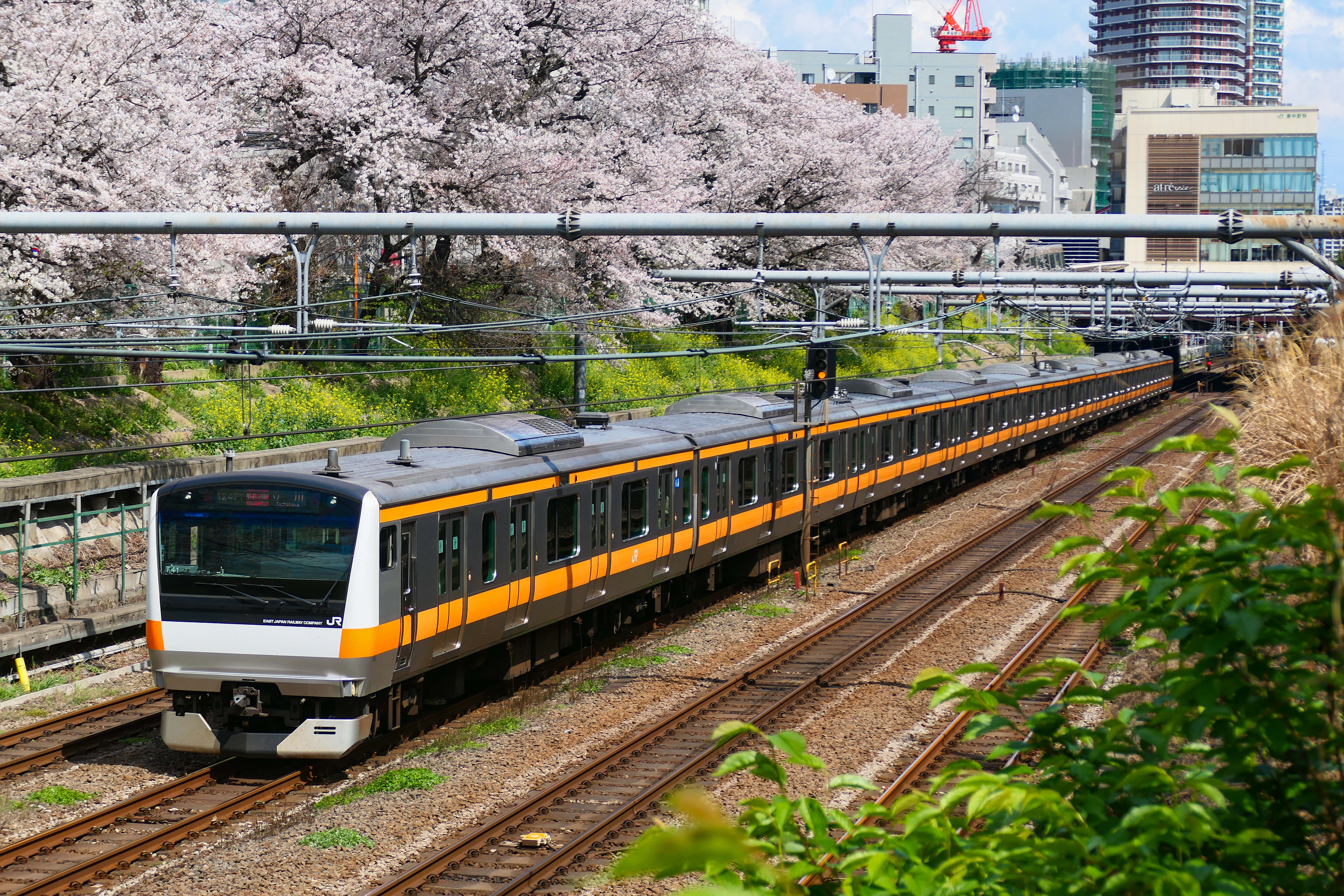
駅西方にある桜並木。右奥に東中野駅の西口が見える。

中央線の駅西方の山手通りに架かる桜川橋の先、明大中野高校寄り（北側：急行線側）の線路沿いに桜並木があり、線路の土手には菜の花が咲いている。それぞれの開花時期には好撮影地となり、それを目的とした多くの人が来訪する。
東京都区内の中央線では市ケ谷 - 飯田橋間と並ぶ桜の名所であり、JR駅に設置されている駅スタンプの意匠もこれにちなんだものとなっている。

### 西口
- 山手通り
- 落合駅（東京メトロ東西線、早稲田通り沿い）
- 東中野銀座通商店街
- ポレポレ東中野（映画館）
- 明治大学付属中野中学校・高等学校
- ホスピタリティツーリズム専門学校（旧・トラベルジャーナル旅行専門学校）
- 三菱UFJ銀行東中野支店
- 西京信用金庫東中野支店
- グレートドーム東中野校　(個別指導・進学塾)
- サミット東中野店[17]
- ライフ東中野店
- ブックオフ東中野店

### 東口
- 神田川
- 中野警察署東中野駅前交番
- 東中野郵便局
- 東中野本通り商店街
- 東中野名店会商店街
- ユニゾンスクエア - 高層マンションや商業施設などからなる再開発地区。元からあった結婚式場「日本閣」は2020年に閉館した。
- 専門学校東京テクニカルカレッジ
- ボヌール服飾デザイナー専門学校

## バス路線
2015年に西口駅前広場が整備されたことにより、バスロータリー内に西武バスと関東バスが「東中野駅西口」停留所を設置した。併せて、それまで駅周辺に設置されていた停留所の名称変更も行われ、西武バスは山手通り沿いに「東中野」停留所を、関東バスが駅北側を通る道路沿いに「東中野駅大江戸線口」「東中野駅入口」「東中野駅東口」停留所を設置している。
東中野駅西口（西武バス・関東バス）
宿20・宿20-2：新宿駅西口行（池袋方面は通過）
百01：高田馬場駅行
東中野（西武バス）
宿20：西武百貨店前（池袋駅東口）行／新宿駅西口行
宿20-2：新宿駅西口行
- 大江戸線の駅が開業するまでは、都営バスの宿62系統（新宿駅西口 - 大泉学園駅）も乗り入れていた。

東中野駅大江戸線口・東中野駅入口・東中野駅東口（関東バス）
百01：高田馬場駅行

## 隣の駅
東日本旅客鉄道（JR東日本）
 中央・総武線（各駅停車）
大久保駅 (JB 09) - 東中野駅 (JB 08) - 中野駅 (JB 07)
東京都交通局（都営地下鉄）
 都営大江戸線
中野坂上駅 (E 30) - 東中野駅 (E 31) - 中井駅 (E 32)

#### 報道発表資料
1. ↑  “Suicaご利用可能エリアマップ（2001年11月18日当初）” (PDF).   東日本旅客鉄道. 2019年7月27日時点のオリジナルよりアーカイブ。2020年4月27日閲覧。
2. ↑  『PASMOは3月18日（日）サービスを開始します ー鉄道23事業者、バス31事業者が導入し、順次拡大してまいりますー』（PDF）（プレスリリース）PASMO協議会／パスモ、2006年12月21日。オリジナルの2020年5月1日時点におけるアーカイブ。2020年5月6日閲覧。
3. ↑  『アトレヴィ東中野2012年8月31日（金）GRAND OPEN!』（PDF）（プレスリリース）アトレ、2012年6月19日。オリジナルの2020年4月27日時点におけるアーカイブ。2020年4月27日閲覧。
4. ↑  『首都圏本部管内のホームドア使用開始について』（PDF）（プレスリリース）東日本旅客鉄道首都圏本部、2023年10月17日。オリジナルの2023年10月17日時点におけるアーカイブ。2023年10月17日閲覧。
5. ↑  『2023年度のホームドア整備計画について』（PDF）（プレスリリース）東日本旅客鉄道、2023年4月13日。2023年4月13日閲覧。
6. ↑  『2020年3月ダイヤ改正について』（PDF）（プレスリリース）東日本旅客鉄道、2019年12月13日、6頁。オリジナルの2019年12月13日時点におけるアーカイブ。2020年7月23日閲覧。
7. ↑  『大江戸線 東中野駅 新出入口オープンのお知らせ』（プレスリリース）東京都交通局、2009年10月3日。オリジナルの2011年8月23日時点におけるアーカイブ。2020年7月18日閲覧。
8. ↑  “練馬営業所管内停留所新設及び停留所名称変更のお知らせ” (PDF).  西武バス (2015年2月19日). 2015年4月2日時点のオリジナルよりアーカイブ。2015年3月4日閲覧。
9. ↑  “東中野駅西口ロータリー内停留所新設について” (PDF).  関東バス (2015年3月2日). 2015年4月2日時点のオリジナルよりアーカイブ。2015年3月4日閲覧。

#### 新聞記事
1. 1 2  “中野の桜、各所で満開に 伐採進む東中野線路沿いの桜は「残念」「さみしい」と鉄道ファン”. 中野経済新聞. (2018年3月26日).  オリジナルの2021年4月29日時点におけるアーカイブ。 2021年4月29日閲覧。

#### 利用状況に関する出典
JR東日本の2000年度以降の乗車人員
1. 1 2 3  各駅の乗車人員（2023年度） - JR東日本
2. ↑  各駅の乗車人員（2000年度） - JR東日本
3. ↑  各駅の乗車人員（2001年度） - JR東日本
4. ↑  各駅の乗車人員（2002年度） - JR東日本
5. ↑  各駅の乗車人員（2003年度） - JR東日本
6. ↑  各駅の乗車人員（2004年度） - JR東日本
7. ↑  各駅の乗車人員（2005年度） - JR東日本
8. ↑  各駅の乗車人員（2006年度） - JR東日本
9. ↑  各駅の乗車人員（2007年度） - JR東日本
10. ↑  各駅の乗車人員（2008年度） - JR東日本
11. ↑  各駅の乗車人員（2009年度） - JR東日本
12. ↑  各駅の乗車人員（2010年度） - JR東日本
13. ↑  各駅の乗車人員（2011年度） - JR東日本
14. ↑  各駅の乗車人員（2012年度） - JR東日本
15. ↑  各駅の乗車人員（2013年度） - JR東日本
16. ↑  各駅の乗車人員（2014年度） - JR東日本
17. ↑  各駅の乗車人員（2015年度） - JR東日本
18. ↑  各駅の乗車人員（2016年度） - JR東日本
19. ↑  各駅の乗車人員（2017年度） - JR東日本
20. ↑  各駅の乗車人員（2018年度） - JR東日本
21. ↑  各駅の乗車人員（2019年度） - JR東日本
22. ↑  各駅の乗車人員（2020年度） - JR東日本
23. ↑  各駅の乗車人員（2021年度） - JR東日本
24. ↑  各駅の乗車人員（2022年度） - JR東日本

東京都交通局 各駅乗降人員
1. 1 2 3 4  “事業概要（令和6年度版）” (pdf).   東京都交通局. p. 80-81. 2025年1月19日時点のオリジナルよりアーカイブ。2025年1月19日閲覧。
2. 1 2  “各駅乗降人員一覧｜東京都交通局”.   東京都交通局. 2021年11月4日時点のオリジナルよりアーカイブ。2022年11月13日閲覧。
3. 1 2  “各駅乗降人員一覧｜東京都交通局”.   東京都交通局. 2022年11月12日時点のオリジナルよりアーカイブ。2022年11月13日閲覧。
4. 1 2  令和4年度 運輸統計年報 (PDF) (Report). 東京都交通局. 2023年11月3日時点のオリジナル (pdf)よりアーカイブ. 2023年11月3日閲覧. {{cite report}}: |archive-date=と|archive-url=の日付が異なります。（もしかして：2023年11月2日） (説明)

JR・地下鉄の統計データ
1. 1 2  中野区統計書 - 中野区
2. ↑  レポート - 関東交通広告協議会

東京府統計書
1. ↑  明治40年
2. ↑  明治41年
3. ↑  明治42年
4. ↑  明治44年
5. ↑  大正元年
6. ↑  大正2年
7. ↑  大正3年
8. ↑  大正4年
9. ↑  大正5年
10. ↑  大正8年
11. ↑  大正10年
12. ↑  大正11年
13. ↑  大正12年
14. ↑  大正13年
15. ↑  大正14年
16. ↑  昭和元年
17. ↑  昭和2年
18. ↑  昭和3年
19. ↑  昭和4年
20. ↑  昭和5年
21. ↑  昭和6年
22. ↑  昭和7年
23. ↑  昭和8年
24. ↑  昭和9年
25. ↑  昭和10年

東京都統計年鑑
1. ↑  昭和28年 (PDF)  - 13ページ
2. ↑  昭和29年 (PDF)  - 10ページ
3. ↑  昭和30年 (PDF)  - 10ページ
4. ↑  昭和31年 (PDF)  - 10ページ
5. ↑  昭和32年 (PDF)  - 10ページ
6. ↑  昭和33年 (PDF)  - 10ページ
7. ↑  昭和34年
8. ↑  昭和35年
9. ↑  昭和36年
10. ↑  昭和37年
11. ↑  昭和38年
12. ↑  昭和39年
13. ↑  昭和40年
14. ↑  昭和41年
15. ↑  昭和42年
16. ↑  昭和43年
17. ↑  昭和44年
18. ↑  昭和45年
19. ↑  昭和46年
20. ↑  昭和47年
21. ↑  昭和48年
22. ↑  昭和49年
23. ↑  昭和50年
24. ↑  昭和51年
25. ↑  昭和52年
26. ↑  昭和53年
27. ↑  昭和54年
28. ↑  昭和55年
29. ↑  昭和56年
30. ↑  昭和57年
31. ↑  昭和58年
32. ↑  昭和59年
33. ↑  昭和60年
34. ↑  昭和61年
35. ↑  昭和62年
36. ↑  昭和63年
37. ↑  平成元年
38. ↑  平成2年
39. ↑  平成3年
40. ↑  平成4年
41. ↑  平成5年
42. ↑  平成6年
43. ↑  平成7年
44. ↑  平成8年
45. ↑  平成9年
46. ↑  平成10年 (PDF)
47. ↑  平成11年 (PDF)
48. ↑  平成12年
49. ↑  平成13年
50. ↑  平成14年
51. ↑  平成15年
52. ↑  平成16年
53. ↑  平成17年
54. ↑  平成18年
55. ↑  平成19年
56. ↑  平成20年
57. ↑  平成21年
58. ↑  平成22年
59. ↑  平成23年
60. ↑  平成24年
61. ↑  平成25年
62. ↑  平成26年
63. ↑  平成27年
64. ↑  平成28年
65. ↑  平成29年
66. ↑  平成30年
67. ↑  平成31年・令和元年